# Rue du Marché-aux-Fleurs
La rue du Marché-aux-Fleurs est une ancienne rue de Paris, aujourd'hui disparue. Elle était située quartier de la Cité, sur l'île de la Cité et a disparu lors de la création du tribunal de commerce de Paris dans les années 1860.

## Situation
La rue faisait 47 m de long. Elle reliait la rue de la Pelleterie (aujourd'hui disparue) à la rue de la Vieille-Draperie,, absorbée par la rue de Constantine (actuelle rue de Lutèce) en 1837. La rue Gervais-Laurent et la rue Saint-Pierre-des-Arcis y aboutissaient à l'est. Le passage du Prado, tracé à l'emplacement de  l'ancienne église Saint-Barthélemy, y avait son débouché à l'est. Après le percement de la rue de Constantine, elle se prolongeait au sud par la rue Saint-Éloi.
La rue faisait partie du quartier de la Cité de l'ancien 9e arrondissement.

## Histoire
Devenue bien national, l'église Saint-Pierre-des-Arcis est vendue le 13 ventôse an V (3 mars 1797) en vue d'y percer une rue. Le 13 brumaire an X (4 novembre 1801), la largeur de la rue est fixée à 10 m. La rue est réalisée en 1812 et prend le nom du marché aux fleurs établi en 1808 entre l'actuel quai de la Corse et la rue de la Pelleterie. Le percement de la rue fait également disparaitre l'impasse dite cul-de-sac Saint-Barthélemy, qui reliait le parvis de l'église Saint-Pierre-des-Arcis au chevet de l'église Saint-Barthélemy,. 
La partie ouest de la rue est supprimée lors la construction du tribunal de commerce de Paris, bâti entre 1860 à 1864,. Le reste de la rue est détruit en avril-mai 1866 pour aménager l'actuel marché aux fleurs, inauguré en 1873.